# Civrac-sur-Dordogne
Civrac-sur-Dordogne är en kommun i departementet Gironde i regionen Nouvelle-Aquitaine i sydvästra Frankrike. Kommunen ligger i kantonen Pujols som tillhör arrondissementet Libourne. År 2022 hade Civrac-sur-Dordogne 211 invånare.

## Befolkningsutveckling
Antalet invånare i kommunen Civrac-sur-Dordogne
Referens:INSEE